# Canton de Saint-Rémy
Le canton de Saint-Rémy est une circonscription électorale française du département de Saône-et-Loire.

## Histoire
Un nouveau découpage territorial de Saône-et-Loire entre en vigueur à l'occasion des élections départementales de 2015. Il est défini par le décret du 18 février 2014, en application des lois du 17 mai 2013 (loi organique 2013-402 et loi 2013-403). Les conseillers départementaux sont, à compter de ces élections, élus au scrutin majoritaire binominal mixte. Les électeurs de chaque canton élisent au Conseil départemental, nouvelle appellation du Conseil général, deux membres de sexe différent, qui se présentent en binôme de candidats. Les conseillers départementaux sont élus pour 6 ans au scrutin binominal majoritaire à deux tours, l'accès au second tour nécessitant 12,5 % des inscrits au 1er tour. En outre la totalité des conseillers départementaux est renouvelée. Ce nouveau mode de scrutin nécessite un redécoupage des cantons dont le nombre est divisé par deux avec arrondi à l'unité impaire supérieure si ce nombre n'est pas entier impair, assorti de conditions de seuils minimaux. Dans la Saône-et-Loire, le nombre de cantons passe ainsi de 57 à 29.
Le canton de Saint-Rémy est formé de communes des anciens cantons de Chalon-sur-Saône-Sud (9 communes). Il est entièrement inclus dans l'arrondissement de Chalon-sur-Saône. Le bureau centralisateur est situé à Saint-Rémy.

## Représentation
| Période élective | Période élective | Mandat | Mandat   | Identité             | Nuance | Nuance | Qualité |
| ---------------- | ---------------- | ------ | -------- | -------------------- | ------ | ------ | --- |
| 2015             | 2021             | 2015   | 2021     | Christine Louvel     |        | PS     | Assistante de vie scolaire Adjointe au maire de Saint-Marcel (conseillère municipale - opposition - depuis 2020) |
| 2015             | 2021             | 2015   | 2021     | Fernand Renault      |        | PS     | Professeur des écoles retraité Ancien conseiller général du canton de Chalon-sur-Saône-Sud                       |
| 2021             | 2028             | 2021   | en cours | Raymond Burdin       |        | LR     | Ancien employé, maire de Saint-Marcel                                                                            |
| 2021             | 2028             | 2021   | en cours | Florence Plissonnier |        | DVD    | Infirmière libérale Maire de Saint-Rémy                                                                          |

### Résultats détaillés

#### Élections de mars 2015
À l'issue du 1er tour des élections départementales de 2015, trois binômes sont en ballottage : Christine Louvel et Fernand Renault (Union de la Gauche, 33,02 %), Francis Debras et Karine Plissonnier (Union de la Droite, 30,71 %) et Fabien Lepetit et Jacqueline Munch (FN, 28,23 %). Le taux de participation est de 50,9 % (7 850 votants sur 15 423 inscrits) contre 50,75 % au niveau départemental et 50,17 % au niveau national.
Au second tour, Christine Louvel et Fernand Renault (Union de la Gauche) sont élus avec 40,39 % des suffrages exprimés et un taux de participation de 52,84 % (3 166 voix pour 8 152 votants et 15 427 inscrits).
Christine Louvel est apparentée PS.

#### Élections de juin 2021
Le premier tour des élections départementales de 2021 est marqué par un très faible taux de participation (33,26 % au niveau national). Dans le canton de Saint-Rémy, ce taux de participation est de 32,24 % (5 091 votants sur 15 792 inscrits) contre 32,7 % au niveau départemental. À l'issue de ce premier tour, deux binômes sont en ballottage : Raymond Burdin et Florence Plissonnier (DVD, 39,07 %) et Stéphane Hugon et Christine Louvel (DVG, 33,73 %).
Le second tour des élections est marqué une nouvelle fois par une abstention massive équivalente au premier tour. Les taux de participation sont de 34,36 % au niveau national, 33,9 % dans le département et 35,72 % dans le canton de Saint-Rémy. Raymond Burdin et Florence Plissonnier (DVD) sont élus avec 53,31 % des suffrages exprimés (2 817 voix pour 5 642 votants et 15 795 inscrits),,.

## Composition
Le canton de Saint-Rémy comprend neuf communes entières.
| Nom                                | Code Insee | Intercommunalité   | Superficie (km2) | Population (dernière pop. légale) | Densité (hab./km2) | Modifier                                    |
| ---------------------------------- | ---------- | ------------------ | ---------------- | --------------------------------- | ------------------ | ------------------------------------------- |
| Saint-Rémy (bureau centralisateur) | 71475      | CA Le Grand Chalon | 10,38            | 6 476 (2022)                      | 624                | modifier les données · modifier les données |
| La Charmée                         | 71102      | CA Le Grand Chalon | 13,95            | 680 (2022)                        | 49                 | modifier les données · modifier les données |
| Épervans                           | 71189      | CA Le Grand Chalon | 12,50            | 1 642 (2022)                      | 131                | modifier les données · modifier les données |
| Lux                                | 71269      | CA Le Grand Chalon | 6,18             | 1 902 (2022)                      | 308                | modifier les données · modifier les données |
| Marnay                             | 71283      | CA Le Grand Chalon | 5,08             | 534 (2022)                        | 105                | modifier les données · modifier les données |
| Saint-Loup-de-Varennes             | 71444      | CA Le Grand Chalon | 8,32             | 1 249 (2022)                      | 150                | modifier les données · modifier les données |
| Saint-Marcel                       | 71445      | CA Le Grand Chalon | 10,17            | 6 211 (2022)                      | 611                | modifier les données · modifier les données |
| Sevrey                             | 71520      | CA Le Grand Chalon | 8,44             | 1 208 (2022)                      | 143                | modifier les données · modifier les données |
| Varennes-le-Grand                  | 71555      | CA Le Grand Chalon | 19,08            | 2 287 (2022)                      | 120                | modifier les données · modifier les données |
| Canton de Saint-Rémy               | 7127       |                    | 94,10            | 22 189 (2022)                     | 236                | modifier les données                        |

## Démographie
En 2022, le canton comptait 22 189 habitants, en évolution de +0,24 % par rapport à 2016 (Saône-et-Loire : −1,06 %, France hors Mayotte : +2,11 %).
| 2013   | 2018   | 2022   |
| ------ | ------ | ------ |
| 21 931 | 22 419 | 22 189 |